# Juan Cavero de Toledo
Juan Cavero de Toledo (1663-1741) fue un prelado y catedrático criollo peruano.

## Primeros años y formación
Era hijo de Álvaro de Cavero y Tinoco, y Úrsula de Toledo. Cursó estudios en el Real Colegio de San Martín (1674), y luego pasó al Seminario de Santo Toribio de Mogrovejo. Ingresó a la Universidad de San Marcos donde obtuvo el grado de doctor en teología. Dictó las cátedras de Artes (1688), Nona de Teología, Vísperas de Teología, Prima de Sagradas Escrituras y Prima de Teología. 
Fue nombrado rector durante el periodo 1712-1715; fundó las cátedras de Prima y Vísperas de Sagrados Dogmas, Prima y Vísperas de Maestro de los Sentenciados y la Prima de Sagradas Controversias.

## Carrera eclesiástica
El rey Felipe V lo nombró Obispo de Santa Cruz de la Sierra (1721) y posteriormente fue promovido al obispado de Arequipa (1723). Vistió el hábito de la Orden de Calatrava.